# Scincella formosensis
Scincella formosensis (земляний сцинк ван Денбурга) — вид сцинкоподібних ящірок родини сцинкових (Scincidae). Ендемік Тайваню.

## Поширення і екологія
Земляні сцинки ван Денбурга мешкають на півночі, заході і півдні острова Тайвань. Вони живуть у первинних і вторинних субтропічних лісах та на узліссях. Зустрічаються на висоті 1400 м над рівнем моря.